# الیزابت ماس
الیزابت سینگلتون ماس (به انگلیسی: Elisabeth Singleton Moss) (زادهٔ ۲۴ ژوئیهٔ ۱۹۸۲) هنرپیشه آمریکایی است. آثار مشهوری که او نقش‌آفرینی کرده، جون آزبورن در مجموعه تلویزیونی سرگذشت ندیمه، نقش نخستین دختر زوئی بارتلت در سریال شبکهٔ ان‌بی‌سی_ بال غربی و بازی در سریال مدمن و فیلم‌ چمن‌زار و مرد نامرئی است.

## مختصری از زندگی

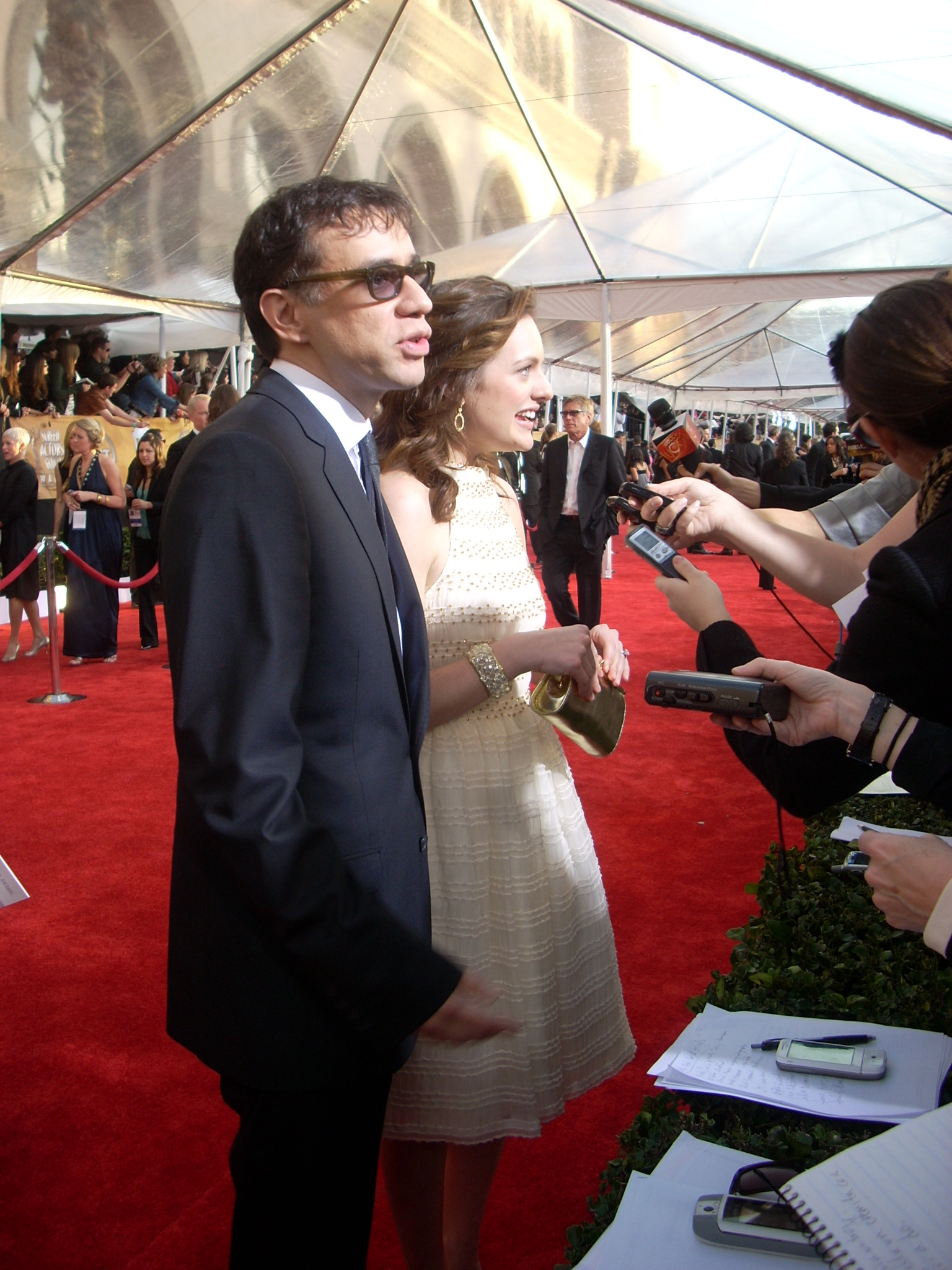
الیزابت ماس به همراه همسرش فرد ارمیسن بر روی فرش قرمز

الیزابت ماس در لس‌آنجلس کالیفرنیا زاده شد. پدر و مادرش هر دو موسیقی‌دان بودند، او اولین کارش را هنگامی که تنها ۸ سال داشت (۱۹۹۰) در فیلم دختران بار در نقش رابین انجام داد. در ژانویهٔ ۲۰۰۹ درگیر برنامهٔ پخش زنده شنبه شب همراه با فرد ارمیسن شد. آن‌ها در ۲۵ اکتبر ۲۰۰۹ در نیویورک ازدواج کردند. در ۱۳ اوت ۲۰۱۰ برخی مطبوعات گزارش دادند که ماس و آرمیسن تا قبل از پایان همان سال از هم جدا شدند.

## جوایز
او برای بازی در مجموعه تلویزیونی سرگذشت ندیمه در نقش (جون آزبورد - آفرد) جوایز متعددی از جمله جایزه بهترین بازیگر زن مجموعه تلویزیونی درام گلدن گلوب، جایزه امی، جایزه ستلایت و جایزه منتخب منتقدان تلویزیون را از آن خود کرده‌است.

## گزیدهٔ نقش‌آفرینی‌ها

### سینما
| سال  | عنوان                       | نقش                | یادداشت               |
| ---- | --------------------------- | ------------------ | --------------------- |
| ۱۹۹۱ | کماندوی فضایی               | دختر کوچک          |                       |
| ۱۹۹۳ | Once Upon a Forest          | میشل               | صداپیشه               |
| ۱۹۹۳ | ریسایکل رکس                 | (صدا)              | فیلم کوتاه            |
| ۱۹۹۴ | جنایات خیالی                | گرتا وایلر         |                       |
| ۱۹۹۵ | زندگی‌های جدا                | رانی بک‌ویت         |                       |
| ۱۹۹۵ | شام آخر                     | جنی تیلر           |                       |
| ۱۹۹۷ | هزار هکتار                  | لیندا              |                       |
| ۱۹۹۸ | فرشته‌ساز                    | تورکات کوچک        | فیلم کوتاه            |
| ۱۹۹۹ | The Joyriders               | جودی               |                       |
| ۱۹۹۹ | مامفورد                     | کیتی براکت         |                       |
| ۱۹۹۹ | هر جا جز این‌جا              | راشل               |                       |
| ۱۹۹۹ | دختر، ازهم‌گسیخته            | پالی تورچ کلارک    |                       |
| ۲۰۰۲ | غرب اینجا                   | کریس               |                       |
| ۲۰۰۲ | قلب آمریکا                  | روبین والتر        |                       |
| ۲۰۰۳ | وسوسه                       | ویند / مورگان      |                       |
| ۲۰۰۳ | باکره                       | جسی رینولدز        |                       |
| ۲۰۰۳ | گم‌شده                       | آنه                |                       |
| ۲۰۰۵ | مکان تلخ و شیرین            | پالی شافر          |                       |
| ۲۰۰۷ | زیرشیروانی                  | اما کالان          |                       |
| ۲۰۰۷ | هرگز او را نیافتند          | آنا                | فیلم کوتاه            |
| ۲۰۰۷ | روز صفر                     | پاتریشا            |                       |
| ۲۰۰۷ | مفتخر                       | کتی                | فیلم کوتاه            |
| ۲۰۰۸ | راه                         | لیلی               |                       |
| ۲۰۰۸ | نیو اورلئان، عشق من         | هاید               |                       |
| ۲۰۰۹ | درباره مورگان شنیدی؟        | جکی دراک           |                       |
| ۲۰۱۰ | یک داستان دوستانه           | سوزان              |                       |
| ۲۰۱۰ | بیارش گریک                  | دافنه بینکز        |                       |
| ۲۰۱۱ | فانوس سبز: شوالیه‌های زمردین | آریزیا راب         | صداپیشه               |
| ۲۰۱۲ | سیگاری/غیرسیگاری            | دیانا ولان         |                       |
| ۲۰۱۲ | همراه عزیزم                 | گریس وینتر         |                       |
| ۲۰۱۲ | در جاده                     | گالاتا دانکل       |                       |
| ۲۰۱۴ | گوش بده فیلیپ               | اشلی               |                       |
| ۲۰۱۴ | یکی را دوست دارم            | سوفی               |                       |
| ۲۰۱۵ | ملکه زمین                   | کاترین             |                       |
| ۲۰۱۵ | چمن‌زار                      | شانون              |                       |
| ۲۰۱۵ | حقیقت                       | لوسی اسکات         |                       |
| ۲۰۱۵ | برج                         | هلن ویلدر          |                       |
| ۲۰۱۶ | دنیای آزاد                  | دوریس لمپ          |                       |
| ۲۰۱۶ | چاک                         | فیلیس وپنر         |                       |
| ۲۰۱۷ | Mad to Be Normal            | آنجی وود           |                       |
| ۲۰۱۷ | مربع                        | آنه                |                       |
| ۲۰۱۸ | مرغ دریایی                  | ماشا               | تکمیل شده             |
| ۲۰۱۸ | پیرمرد و تفنگ               | دوروتی             |                       |
| ۲۰۱۸ | بوی او                      | بکی سامتینگ        | همچنین تهیه‌کننده فیلم |
| ۲۰۱۹ | نور زندگی من                | مادر               |                       |
| ۲۰۱۹ | ما                          | کیتی تایلر/دالیا   |                       |
| ۲۰۱۹ | آشپزخانه                    | کلیر والش          |                       |
| ۲۰۲۰ | شرلی                        | شرلی جکسن          |                       |
| ۲۰۲۰ | مرد نامرئی                  | در نقش سیسیلیا کاس |                       |
| ۲۰۲۱ | گزارش فرانسوی               | آلومنا             |                       |
| TBA  | هدف بعدی پیروزی است         | TBA                | مراحل پس از تولید     |

### تلویزیون
| سال          | عنوان                                    | نقش                        | یادداشت                                                          |
| ------------ | ---------------------------------------- | -------------------------- | ---------------------------------------------------------------- |
| ۱۹۹۰         | Bar Girls                                | روبین                      | فیلم تلویزیونی                                                   |
| ۱۹۹۰         | Lucky Chances                            | لوسی - ۶ ساله              |                                                                  |
| ۱۹۹۱         | Prison Stories: Women on the Inside      | Little Molly               | فیلم تلویزیونی                                                   |
| ۱۹۹۱         | Anything but Love                        |                            | Episode: "A Tale of Two Kiddies"                                 |
| ۱۹۹۲         | Midnight's Child                         | Christina                  | فیلم تلویزیونی                                                   |
| ۱۹۹۲         | Frosty Returns                           | هالی (صدا)                 | فیلم تلویزیونی کوتاه                                             |
| ۱۹۹۲–۱۹۹۵    | حصار چوبی                                | سینتیا پارکز               | قسمت ۷                                                           |
| ۱۹۹۳         | بتمن: مجموعه پویانمایی                   | کیمی ونتریکس (صداپیشه)     | Episode: "See No Evil"                                           |
| ۱۹۹۳         | Johnny Bago                              | اگنس                       | Episode: "Hail the Conquering Marrow"                            |
| ۱۹۹۳         | یاکو و واکو                              | کاترینا (صدا)              | Episode: "O Silly Mio/Puttin' on the Blitz/The Great Wakkorotti" |
| ۱۹۹۳         | Gypsy                                    | Baby Louise فیلم تلویزیونی |                                                                  |
| ۱۹۹۵         | Escape to Witch Mountain                 | آنا                        | فیلم تلویزیونی                                                   |
| ۱۹۹۵         | Naomi & Wynonna: Love Can Build a Bridge | Early Teen Ashley Judd     | فیلم تلویزیونی                                                   |
| ۱۹۹۵         | Freakazoid!                              | Kathy / Additional Voices  | Episode: "Candle Jack/Toby Danger in Doomsday Bet/The Lobe"      |
| ۱۹۹۶         | It's Spring Training, Charlie Brown      | Girl Player (voice)        | فیلم تلویزیونی کوتاه                                             |
| ۱۹۹۹         | Earthly Possessions                      | Mindy                      | Television film                                                  |
| ۱۹۹۹–۲۰۰۵    | بال غربی                                 | Zoey Bartlet               | قسمت ۲۵                                                          |
| ۲۰۰۱         | Spirit                                   | کلی                        | فیلم تلویزیونی                                                   |
| ۲۰۰۳         | The Practice                             | جسیکا پالمر                | Episode: "Rape Shield"                                           |
| ۲۰۰۵         | نظم و قانون: دادگاه با هیئت منصفه        | کتی نوینز                  | Episode: "Baby Boom"                                             |
| ۲۰۰۵–۲۰۰۶    | هجوم                                     | کریستینا                   | قسمت ۵                                                           |
| ۲۰۰۶         | نظم و قانون: قصد جنایی                   | ربکا کالمار                | Episode: "The Good"                                              |
| ۲۰۰۷         | آناتومی گری                              | نینا راگرسون               | Episode: "My Favorite Mistake"                                   |
| ۲۰۰۷         | متوسط (مجموعه تلویزیونی)                 | Haley Heffernan / Jennie   | Episode: "No One to Watch Over Me"                               |
| ۲۰۰۷         | نجواگر روح                               | نیکی درک                   | Episode: "Unhappy Medium"                                        |
| ۲۰۰۷–۲۰۱۵    | مد من                                    | پگی اولسون                 | قسمت ۸۸                                                          |
| ۲۰۰۸         | خود ترس (مجموعه تلویزیونی)               | دنی بنرمن                  | Episode: "Eater"                                                 |
| ۲۰۰۸         | پخش زنده شنبه شب                         | پگی اولسون                 | Uncredited Episode: "Jon Hamm/Coldplay"                          |
| ۲۰۰۹         | Mercy                                    | لوسی مورتون                | Episode: "The Last Thing I Said Was"                             |
| ۲۰۱۳–۲۰۱۷    | بالای دریاچه                             | Robin Griffin              | قسمت ۱۲                                                          |
| ۲۰۱۳         | سیمپسون‌ها                                | گرتچن (صداپیشه)            | Episode: "Labor Pains"                                           |
| ۲۰۱۷ - اکنون | سرگذشت ندیمه                             | جون آزبورن - آفرد          | 10 episodes; also تهیه‌کننده تلویزیونی                            |

### نمایش
| سال  | عنوان                | نقش                  | محل                 |
| ---- | -------------------- | -------------------- | ------------------- |
| ۲۰۰۲ | Franny's Way         | Young Franny, age 17 | Linda Gross Theater |
| ۲۰۰۸ | Speed-the-Plow       | کارن                 | تئاتر اثل بریمور    |
| ۲۰۱۱ | The Children's Hour  | مارتا دابی           | تئاتر هارولد پینتر  |
| ۲۰۱۵ | The Heidi Chronicles | Heidi Holland        | تئاتر میوزیک باکس   |